# Pandemia de COVID-19 en Tennessee
El primer caso de la pandemia de enfermedad por coronavirus en Tennessee, estado de los Estados Unidos, inició el 5 de marzo de 2020. Hay 15.544 casos confirmados, 8.038 recuperados y 251 fallecidos.

## Cronología

### Marzo
El 5 de marzo, se informa el primer caso de COVID-19 en Tennessee, en el condado de Williamson. El paciente es un hombre adulto de 44 años y residente del condado que recientemente voló en un vuelo sin escalas a Boston a través del Aeropuerto Internacional de Nashville.
El 16 de marzo, el alcalde de Nashville, John Cooper, obliga a los bares de Nashville y del condado de Davidson e impone limitaciones a los restaurantes. El gobernador del estado pide que las escuelas cierren antes del 20 de marzo.
El 20 de marzo, se informa la primera muerte en Nashville.

### Abril
El 2 de abril, el gobierno de Tennessee emite una orden ejecutiva de «quedarse en casa» para todo el estado, vigente hasta el 14 de abril.

### Mayo
El 1 de mayo, alrededor de 1,000 presos y personal dieron positivo para COVID-19 en el Centro Correccional Trousdale Turner en Hartsville, lo que llevó a un salto significativo en los números estatales para ese día.

## Respuesta gubernamental
El 12 de marzo, el Gobernador Bill Lee emitió la Orden Ejecutiva No. 14 para declarar un Estado de Emergencia hasta que expire el 11 de mayo. La orden permite a los farmacéuticos dispensar una receta adicional de 30 días siempre que sea para prevenir la propagación del virus, permite sitios alternativos de prueba COVID-19 siempre que se notifique a la Junta del Laboratorio Médico de Tennessee, restrinja un aumento de precio excesivo de artículos y servicios hasta el 27 de marzo, suspenda las limitaciones de tamaño máximo para los vehículos que participan en la prevención de la propagación del virus y le otorga al Comisionado de Tennessee Servicios humanos la capacidad de renunciar a los requisitos de cuidado infantil según sea necesario.
El 13 de marzo, la Corte Suprema de Tennessee bajo el presidente del Tribunal Supremo Jeff Bivins emitió una orden de estado de emergencia que se aplica a la rama judicial de Tennessee. La orden suspendió los procedimientos en persona hasta el 31 de marzo y extendió los estatutos de limitaciones y órdenes de protección que expirarían el 5 de abril o antes del 6 de abril. Además, el gobernador Lee prohibió viajar para ser empleados estatales para asuntos gubernamentales no esenciales, al tiempo que prohibió los visitantes y las visitas en Nashville. La Asamblea General de Tennessee también prohibió al público el complejo legislativo de la Oficina de Cordell Hull con solo miembros, personal y medios permitidos.

## Impacto en los deportes
El 12 de marzo, la Asociación Nacional de Baloncesto anunció que la temporada se suspendería por 30 días, y eso incluía a los Memphis Grizzlies. En la Liga Nacional de Hockey, la temporada se suspendió por un período indefinido e incluyó a los Nashville Predators. La NCAA canceló todos los torneos de invierno y primavera, sobre todo los torneos de primera división de baloncesto masculino y femenino, que afectaron a colegios y universidades de todo el país. El 16 de marzo, la Asociación Nacional de Atletismo Colegiado canceló las temporadas de invierno restantes, así como las temporadas de primavera.